# Karl Ludwig von Knebel
Karl Ludwig von Knebel (Nördlingen, 30 novembre 1744 – Jena, 23 febbraio 1834) è stato uno scrittore, poeta e traduttore tedesco.

## Biografia
Nato al castello di Wallerstein, presso Nördlingen, in Franconia, Karl Ludwig von Knebel studiò legge all'Università di Halle e successivamente decise di intraprendere la carriera militare entrando nel reggimento del principe ereditario di Prussia a Potsdam dove rimase per dieci anni come ufficiale. Insoddisfatto della vita militare, decise di ritirarsi nel 1774 ed accettò il posto di tutore del principe Federico Ferdinando Costantino di Sassonia-Weimar-Eisenach e lo accompagnò con il fratello maggiore, il principe ereditario, nel loro Grand Tour a Parigi. Durante questo viaggio, il gruppo fece visita a Goethe a Francoforte sul Meno, e von Knebel presentò il letterato tedesco al principe ereditario Carlo Augusto di Sassonia-Weimar-Eisenach. Questo incontro risultò fondamentale nella successiva connessione tra Goethe e la corte di Weimar.
Dopo il ritorno di Knebel e la prematura morte del suo pupillo, venne pensionato, ricevendo il rango di maggiore dell'esercito. Nel 1798 sposò la cantante Luise von Rudorf, e si ritirò a Ilmenau; nel 1805 si sposò a Jena, dove visse sino alla sua morte nel 1834.

## Opere
Le opere di von Knebel Sammlung kleiner Gedichte (1815), pubblicata anonima, e Distichen (1827), contengono dei sonetti poetici che dimostrano le abilità di traduttore dello scrittore tedesco, motivo che ancora oggi lo rende noto. Egli tradusse per primo le elegie di Properzio nell'opera Elegien von Properz (1798), ed il De Rerum Natura di Lucrezio (2 voll., 1821). Tradusse anche opere letterarie a lui contemporanee come il Saul di Vittorio Alfieri.
Sin dal loro primo incontro, Knebel e Goethe si dimostrarono ottimi amici, intrattenendo anche un interessante rapporto epistolare con l'eminente poeta pubblicato postumo nel 1851 col titolo Briefwechsel mit Goethe. Varnhagen von Ense e Theodor Mundt pubblicarono il suo Literarischer Nachlass und Briefwechsel (“Resti letterari e corrispondenza,” 3 voll., Leipsic, 1835), fornendo anche notizie biografiche sui due scrittori.